# 藤原遵子
藤原遵子（957年（天德元年）－1017年（寬仁元年）），日本平安時代皇族女性，關白藤原賴忠之女，母醍醐天皇孫女嚴子女王。後嫁第64代圓融天皇，先封為中宮，後改封皇后。別稱四條宮。
天元(978年)元年，藤原遵子以女御身分入圓融天皇後宮，授從四位上，居於承香殿。天元五年三月升為中宮，正曆元年改冊皇后。長德三年出家為尼。長保二年尊為皇太后。三条天皇即位後又升為太皇太后。寬仁元年六月，逝世，享年61歲。
遵子入宮時，圓融天皇中宮藤原媓子尚在，媓子中宮於天元二年逝世後，尊子女御和當時另一位被稱為梅壺的女御--藤原詮子開始爭奪空缺的后位，時藤原詮子已生下圓融天皇第一皇子懷仁親王，理應封后，結果圓融天皇忌憚於遵子之父--藤原賴忠的權勢，因而封無子且才容都不及詮子的遵子為中宮，遵子也因為不曾懷孕而被時人稱為素腹后。